# Magyar–olasz kulturális kapcsolatok
Az olasz–magyar kulturális kapcsolatok magukat legkésőbb 1861 óta olasz (régebbi szóhasználattal: talján), illetve magyar nemzetiségűeknek tartók, illetve az Olaszország és Magyarország lakói közti kulturális kapcsolatok.

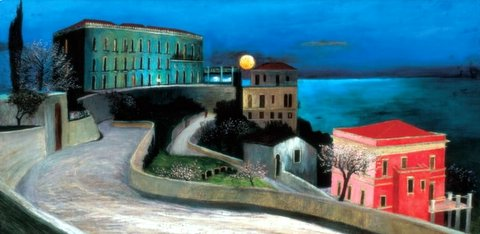
Csontváry Kosztka Tivadar: Holdtölte Taorminában

## 1183-tól
A toszkánai Lucca városában született Ubaldo Allucingoli későbbi római bíboros. Ebben az időben a vulgáris latinhoz képest egyértelműen más, "olasz" nyelvű lejegyzett írások nem maradtak fent, az első ilyen művek létrejöttére és kis mértékű nemzetközi terjedésére egészen a XIII. századig várni kellett. Ennek ellenére elmondható, hogy Ubaldo volt az első olasz pápa, akinek ma is kézzelfogható kulturális kapcsolata lett a magyarokkal, ő volt ugyanis az, aki III. Luciusz néven engedélyezte a Szentgotthárdi ciszterci apátság létrehozását, melynek erdészeti különlegességei ma is az Őrségi Nemzeti Park kiemelten védett részeiként látogathatók.
Már az 1220-as években létrejött, először az olaszul Strigonio nevű Esztergomban az első ferences kolostor, később a Margit-szigeten is létesül (a Domonkossal egyidőben) és több más helyen, így a kor magyar szavai és kis szövegrészletei, illetve az első, a vulgár latintól eltérő nyelvű írott olasz szövegek már cserélődhettek (Assisi Szent Ferenc 'Naphimnusza' a Cantico delle Creature – A teremtmények dalocskája 1225-ben keletkezett), 1234-ben pedig Beatrice d'Este lett az Árpád-kor egyik utolsó, ám igen jelentős magyar királynéja.

## Reneszánsz
A XIII. század második felére-végére Európában olyan változások történtek, melyek lehetőséget adtak a polgári-világi kapcsolatok fejlődésére is. Nemcsak a nápolyi Anjou királyaink udvarai hoztak ide ilyen jellegű itáliai kultúrát, de a hazai értelmiség is képviseltette magát Itáliában, ezt olyan jelentős tények támasztják alá, hogy például a Bolognai Egyetem első magyar rektora 1316-tól Dörögdi Miklós volt.
Mátyás halála után 2 évvel Genova nagy hajósa Cristoforo Colombo, vagy magyarban elterjedt latinos alakban Kolumbusz Kristóf elérte Kuba partjait és ez jelentősen hozzájárult az Appenini-félsziget felé irányuló nagy, dinasztikus versengés, az Itáliai háborúk fellángolásához, ez nem volt kedvező hatással a korábban Magyarország és a reneszánsz Itália közti kapcsolatokra, a Pápai állam volt az egyedüli biztos kapcsolat, a Velencei Köztársaság és a Magyarország közti viszony nem volt mentes a Habsburg igényektől.
Az esztergomi érsekség, olaszul: Strigonio méltán volt híres Itália-szerte. A később a pápaválasztáson is eséllyel induló Bakócz Tamás érseket nem csak a pápai állam, hanem Velence is támogatta előléptetésében. Az esztergomi Corpus Christi kápolnát az ő megbízásából alkotta meg Andrea Ferrucci toszkán építőművész.

## A török hódoltság után
Habár a törökökkel való hivatalos békekötésekkel már jó pár évet várni kellett, Buda visszafoglalása mérföldkő volt Közép- és Dél-Európa történelmében, Magyarország és Itália kapcsolatai és kulturális kölcsönhatása is megújult.
A taljánnal szemben nagyjából ekkorra honosodott meg a magyar nyelvben a germán eredetű, szerb, horvát közvetítéssel érkezett olasz szó.
Latinföld központjában, Rómában, 1687-ben Flavio Lanciani Stefano, primo re d’Ungheria címmel oratóriumot ír I. István magyar királyról Silvio Stampiglia (Palemone Licurio álnéven írt) szövegéből. A keresztény kapcsolatoknak nagy jelentősége van, Róma 5. legfontosabb temploma, a San Stefano Rotondo ekkor a magyar pálosok gondozásában van.
Stampiglia az Accademia degli Arcadi 1690-ben történő hivatalos megalapítása 14 tagjának egyike is, a társaságot a Janiculum-dombon alapították meg, ahol azóta Türr István szobra is áll – az Accademia degli Arcadi kölcsönös irodalmi szerepét mutatja többek között Faludi Ferenc és köre munkássága is.

## 1830-tól
A napóleoni hódítások után újra feldarabolódott Itáliában 1820-ban verték le az első nemzetegyesítő felkelést. Ettől az időszaktól a két nemzeti öntudat nagyon erősen hatott egymásra.

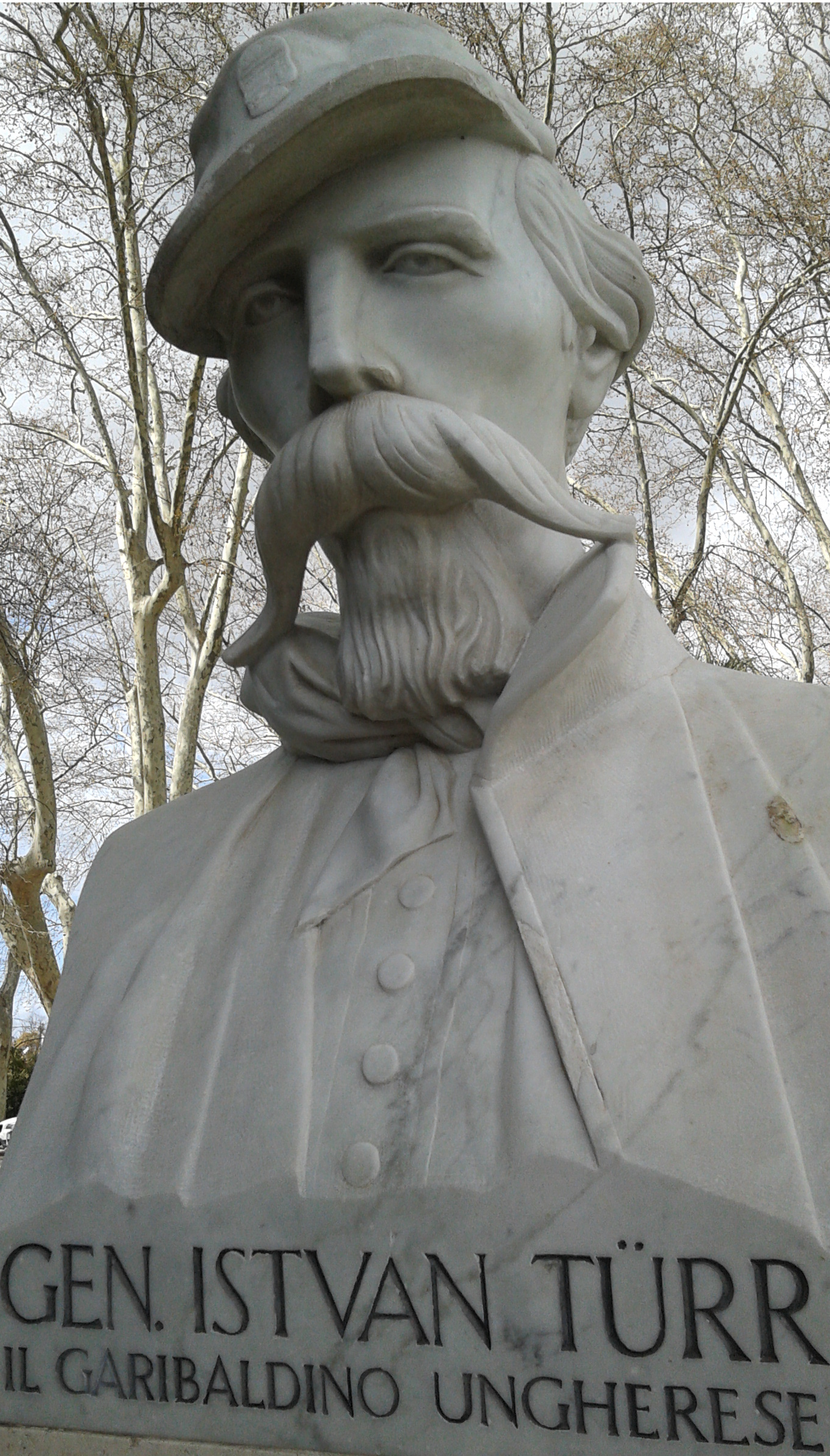
Türr István szobra Rómában a Janikulum dombon a déli órákban (amikor már árny takarja) 2018. március végén.

1831-ben a 20 éves Liszt Ferenc, aki a Salierinél is tanult, itáliai koncertkörútja során többek között a virtuóz előadóművész, Paganini koncertjét is hallotta, és az olasz kultúra annyira erősen hatott rá, hogy egyebek mellett leghíresebb virtuóz műveinek egész sorát is írta e kultúra hatása alatt.
Liszt Ferenc: La Campanella

Probléma esetén lásd:Médiafájlok kezelése.
A két nép történelmi barátságában egy rendkívül fontos pont 1833, mikor Genova szülötte Giuseppe Manzini a La Giovane Italia köztársasági újságban megírja Dell'Ungheria című cikkét, melyben példaképp állítja be Magyarországot és a Reformkort. Csakúgy, mint szinte mindenhol máshol Petőfi Sándor verseit kezdték fordítani Helfy Ignác és Giuseppe Cassone, Umberto Norsa később más Jókai Mór és más szerzők műveit is.
Kossuth Lajos, Türr István és még sok magyar nagyon erősen támogatták Garibaldi forradalmát, aminek erős emlékei vannak Olaszországban, Magyarországon pedig ismertek a Garibaldi-nóták. Stefano Türr Garibaldi egyik főtábornoka volt, róla egész Olaszországban utcák vannak elnevezve, festmények, szobrok őrzik emlékét. A magyar huszárlégióban harcolt Klapka György is, emlékezetét ("Jerome Klapka") többek között híres szólások formájában szintén őrzi az olasz kultúra.
Liszt Ferenc pályás utolsó teljes évében is gazdagította a világot nagyszerű, olasz ihletésből merített művekkel, például a Tarantella című zeneművével.
A millennium és az első világháború lezárása közti időszakot legfőképp az jellemezte, hogy elindultak az intézményes kapcsolatok, melyek főleg azt tudták segíteni, hogy további tudományos és szépirodalmi fordítások készüljenek. E mellett kiemelkedő egyéni teljesítmények is születtek, például Csontváry Kosztka Tivadar, Vaszary János vagy Gulácsy Lajos Olaszországban készült festményei.

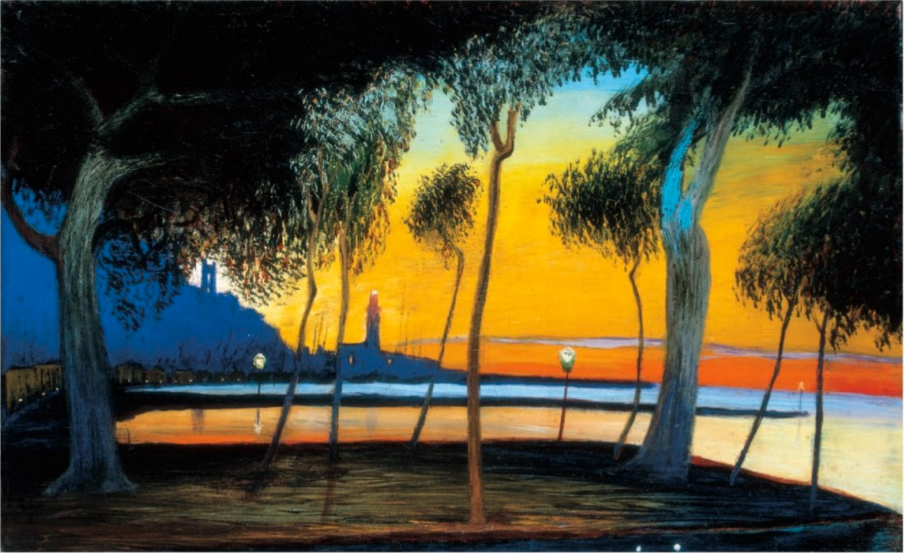
Csontváry Kosztka Tivadar: Naplemente a nápolyi öbölben

Ekkor készültek a legalapvetőbb olasz írók, mint például Dante első fordításai is. Olaszország kultúrdiplomáciai nagyhatalommá vált és e minőségében számos kezdeményezést támogatott, így készült például 1929-ben a nagyon alapvető L'Ungheria című könyv is Zambra Alajos és Carlo Tavaglini munkája. Mario Brelich-Dall’Asta a 30-as években Madách Imre és Ady Endre-verseket fordított. Az 1935-ben aláírt és '65-ben megújított kultúregyezmény keretében alapult az Olasz Kultúrintézet először a Klotild Palota épületében. 1941-ben jelent meg Koltay-Kastner Jenő Olasz-magyar művelődési kapcsolatok című műve.
1942-ben a Korvin Mátyás Magyar-Olasz Egyesület által évente megjelentetett Corvina című könyvben is megjelent József Attila Mama című verse, melyet Benedetto Croce fordított le és írt József Attila-tanulmányt a La Critica című lapban. Ugyanekkor, 1942-ben Szőts István Emberek a havason című filmje a Velencei Nemzetközi Filmfesztivál művészeti kategóriájú díját nyerte. Vittorio De Sica, aki könnyedebb művek kapcsán már akkor is rajongott a magyar filmekért és első komolyabb filmjét tervezgette egy közös forgatást ajánlott neki, mert, mint azt többen megírták, elemi erővel hatott Szőts balladisztikusan erős stílusa.
Ugyanebben az évben született döntés az Olasz Kultúrintézet Bródy Sándor utcai palotába költöztetéséről, melyet korábban Ybl Miklós épített. Az intézet az új helyen 1943-ban indult.
Ebben az évben fontos irodalmi csere is történt, Magyarországon megjelent a Mai olasz elbeszélők például Luigi Pirandello elbeszéléseivel, Milánóban pedig a Cinque moderni magiari címmel Móricz Zsigmond, Tamási Áron, Nyirő József, Szabó Dezső és Zilahy Lajos novelláival.
A Cinecittà létrehozásában alapvető szerepük volt magyar szakembereknek és a neorealista film kialakulásában is, ezek a kapcsolatok például Radványi Géza és Jancsó Miklós munkásságában is alapvetően megmutatkoznak majd, a témát Rosselli: Amikor a Cinecittá magyarul beszélt című 2005-ben, Szegeden megjelent munkájában dolgozza fel.
A második világháború végének egyik legfontosabb szereplője kétségkívül Giorgio Perlasca, aki az aragóniai Ángel Sanz Briz ügyvivővel együtt és részben annak munkáját folytatva rendkívül sok embert mentett meg, emlékét számos könyv, film és más dokumentum őrzi.

## 1945 után
A második világháború és sok éves előzmény után Magyarországról az olasz kultúrára a magyar filmművészet hatott először is a legerősebben.
A filmművészet legfontosabb stílusa ekkor világszerte a neorealizmus volt, többek között olyan rendezőkkel és filmekkel, mint például Roberto Rossellini Róma, nyílt város vagy Vittorio De Sica Biciklitolvajok (1948) filmje. Utóbbi film a Brüsszeli tizenkettő összeállításnak is részét képező társadalmi film. Nem meglepő, hogy ezek a filmek a háborúkban legnagyobb veszteségeket szenvedő országok lakói életének nehézségeit mutatják be, és a tehetséges magyar rendezők óriási hatást gyakoroltak ebben.
Szőts István 1942-ben bemutatott Emberek a havason filmje, majd a szövetséges 1943-as partraszállása után 2 évre érthető módon eléggé megszakadtak a kapcsolatok, Rossellini bemutatta a Róma, nyílt várost, ám Szőts már '47-re képes volt egy újabb, hasonló erejű filmmel előállni, ez volt az Ének a búzamezőkről illetve bemutatták Radványi Géza Valahol Európában című filmjét (1947), mindezeket a nemzetközi szakirodalom összefüggésbe hozza az olasz neorealizmussal.
A legismertebb olaszországi magyar művész a 60-as évekig és egyben világszerte egyik legismertebb nemzetközi vizuális művészünk Amerigo Tot, szobrászművész. Műveiből copyright-monopóliumok miatt egyelőre nem sok mutatható meg, ő készítette a híres frízt Rómában a Termini főpályaudvar pályaudvar homlokzatán is.
Eközben az 50-es évektől a 70-es évekig például (Magánbűnök, közerkölcsök) Jancsó Miklós leghíresebb filmjeit készítette rendszeresen olasz alkotótársakkal. De ide tartozik még a '80-as években készült A zsarnok szíve, avagy Boccaccio Magyarországon című film is. A 20. század második felének egyik legnagyobb zeneszerzője, Ligeti György több fontos művének címét is olasz ihletésre adta túl a zeneművészet általános olasz nyelvén. Ilyen például a Musica ricercata, melynek utolsó tételét Girolamo Frescobaldi számára ajánlotta. 1979-ben Bolognában volt a Grand Macabre opera leghíresebb bemutatója Giorgio Pressburger rendezésében és Peskó Zoltán vezényletével.
A rendszerváltás után, a 90-es években ismét fellendült a magyar irodalom terjedése Olaszországban többek között Bruno Ventavoli fordításainak köszönhetően, mint például Szerb Antal A Pendragon legenda, Utas és holdvilág, Ottlik Géza Iskola a határon, Kosztolányi Dezső Esti Kornél, illetve Rejtő Jenő regények.

### 21. század

#### Művészet
A 21. században jelentős mérföldkő volt 2004-ben Magyarország EU-csatlakozása, 2008-ban Magyarország számára de facto életbe lépett a schengeni egyezmény.
Mindez hozzájárult, hogy 2009-től ismét új lendületet kaphassanak a 2 ország közti kulturális kapcsolatok.
2009-ben az Európai Utas számolt be arról, hogy a Közép-európai Kulturális Intézet új lendületet adott a Nápoly városa és a magyar kultúra közti kapcsolatoknak egy Nicola Oddati kulturális tanácsnok és a Magyarországi Mária, Nápoly királynője Magyar–Olasz Kulturális Egyesület szervezésében, melyen Csorba László elevenítette fel a kapcsolatokat.
A 2015-ös Milánói Világkiállítás keretében zajlott Olasz-Magyar Hegedű kiállításon Banda Ádám és Zalai Antal népszerűsítették a magyar zeneművészetet és erősítették a zenei kapcsolatokat a kér nemzet közt.

#### Tudomány
A száz évvel korábbi Kandó és Ganz-féle együttműködések után a 21. század elején és főleg a magyar tudósok természettudományos, matematikai, műszaki együttműködései váltanak ki nagy elismeréseket Olaszországban.
2010-ben Rosta László szilárdtest-fizikust, az Accademia Georgica de Treia tiszteletbeli tagsággal tüntette ki.
2011-ben Torinóban a világon 5.-ként vehette át Barabási Albert László nemzetközi hírű matematikaprofesszor az olasz CRT Alapítvány és az ISI Alapítvány által 2007-ben alapított Lagrange (Lagrangia)-díjat a komplex rendszerek kutatásában elért eredményeiért.